# Taux net de reproduction
Pour une génération de femmes, le taux net de reproduction est la descendance finale obtenue en ne retenant que les enfants de sexe féminin. Cet effectif est corrigé de la mortalité, c'est-à-dire qu'il s'agit de la descendance en filles d'une génération de femmes qui ne connaitrait pas la mort, considérée ici comme un phénomène perturbateur de la mesure que l'on souhaite effectuer. 
Pour obtenir le taux on rapporte ce nombre de filles aux nombre de mères qui leur ont donné naissance. 
Ce taux est souvent représenté par la lettre R.
On peut calculer ce taux en mesure longitudinale, il est toutefois le plus souvent exprimé sous sa forme transversale (voir mesure transversale). On le calcule alors avec la méthode de la génération fictive. Cette méthode consiste, pour une année donnée à calculer des taux pour les femmes de chaque âge et à recomposer l'information comme s'il s'agissait d'une seule et même génération.

## Un exemple
100 femmes ont donné naissance cette année à 105 garçons et 100 filles. On ne s'occupe pas des garçons. L'âge moyen des mères à la naissance est 29 ans.
Or, d'après la table de mortalité actuelle, 2 filles sont statistiquement destinées à mourir entre la date de leur naissance et leur arrivée future à l'âge de la procréation. Les 100 femmes auront donc eu non pas 100 filles reproductrices, mais seulement 98. Et dans 29 ans, la population devrait baisser naturellement de 2 %, toutes autres choses restant égales (mortalité, longévité) et bien sûr en l'absence de migrations.
Dans cet exemple, le taux net de reproduction est de 98 filles/100 femmes, soit 0,98. On comprend aisément que ce taux est insuffisant pour assurer le renouvellement de la population, puisqu'en définitive, il manquera 2 femmes dans la nouvelle génération par rapport aux 100 femmes de départ. 
Ainsi, un taux net de reproduction inférieur à 1 mènera à une baisse naturelle de population, et un taux supérieur à 1 donnera une hausse naturelle de population d'une génération à l'autre (toutes autres choses restant égales et en l'absence de migrations).

## Application au cas de la France métropolitaine en 2006
D'après l'INSEE, le taux de fécondité estimé en 2006 pour l'ensemble de la France métropolitaine est de 1,98 (2,005 pour la France entière y compris les DOM). Mais ce taux ne fait aucune différence entre naissances féminines et masculines. Les naissances se répartissent en moyenne les 10 dernières années en 105 garçons pour 100 filles soit plus ou moins 97,6 filles pour 102,4 garçons. La table de mortalité (de 2003) nous indique que sur 100 naissances féminines, 99 filles survivent à l'âge de 30 ans qui est approximativement l'âge moyen des mères à la maternité.
Le taux brut de reproduction (hors mortalité féminine) = 1,98*200/205/2=0,966.
Le taux net de reproduction (incorporant l'effet de la mortalité) vaut 0,966*0,99 (pourcentage de filles survivantes après 30 ans)=0,956 que l'on arrondit habituellement à 0,96. 
Conclusion : pour atteindre le niveau de remplacement des générations, la fécondité des femmes métropolitaines doit encore augmenter d'à peu près 4,5 %.